# Rocky Mountain Rollergirls
La Rocky Mountain Rollergirls, o RMRG, è una lega femminile di roller derby a pista piana di Denver (Colorado). La lega è stata fondata nel 2004.
La Rocky Mountain Rollergirls è membro della Women's Flat Track Derby Association (WFTDA).

## Team
La RMRG è composta di 4 team interni e 3 team che gareggiano contro squadre di altre leghe. I teams interni sono le Red Ridin' Hoods, la Sugar Kill Gang, lo United States Pummeling Service, e le Dooms Daisies. Le all-star di questi team formano il team interlega A, il 5280 Fight Club, che compete contro altre leghe per conquistare posizioni nel ranking. Il team interlega B, le Contenders, consiste di riserve del Fight Club e di altre pattinatrici della lega. Il terzo team interlega della Rocky Mountain Rollergirls è il Project Mayhem.

## Storico delle competizioni

### 2009
La Rocky Mountain Rollergirls ha concluso al secondo posto il WFTDA Western Regional Tournament 2009, che ha ospitato con la Denver Roller Dolls, qualificandosi a competere per il National Tournament.
Nel campionato nazionale 2009, il 5280 Fight Club ha sconfitto al primo turno la Houston Roller Derby col punteggio di 239-46. Al secondo turno, la RMRG ha battuto le Philly Rollergirls Liberty Belles ai supplementari per 128-121, eliminando Philly dal torneo. Al terzo turno, il 5280 Fight Club ha perso contro la Texas Rollergirls 139-82; Texas è così avanzata al bout finale e Rocky Mountain è andata al bout per il terzo posto.  Alla fine, la Rocky Mountain Rollergirls è stata sconfitta dalla Denver Roller Dolls per 151-103 nel secondo incontro assoluto fra le due leghe, qualificandosi al quarto posto nel torneo.

### 2010
La Rocky Mountain Rollergirls ha inflitto la prima sconfitta alla Oly Rollers per vincere il WFTDA Western Regional Tournament 2010. Appena un mese dopo le due leghe si sono incontrate nuovamente per il WFTDA Championship 2010. In uno degli incontri più intensi della storia della WFTDA, Rocky Mountain ha sconfitto una seconda volta Oly (dopo aver sconfitto Gotham - fino a quel momento imbattuta - 113-79 in semifinale) con un punteggio di 147-146, vincendo così il proprio primo titolo WFTDA.

## Ranking
| Stagione | Q4 ranking | Playoff | Finali          |
| -------- | ---------- | ------- | --------------- |
| 2006     | 14         | —       | 20              |
| 2007     | 19         | R1      | Non qualificata |
| 2008     | 2          | 8       | Non qualificata |
| 2009     | 3          | 2       | 4               |
| 2010     | 1          | 1       | 1               |
| 2011     | 2          | 2       | QF              |